# استان ساکومبیوس
ساکومبیوس (به اسپانیایی: Sucumbíos Province) یک منطقهٔ مسکونی در اکوادور است که در اکوادور واقع شده‌است.

## خصوصیات
ساکومبیوس ۱۸٬۰۰۹ کیلومترمربع مساحت و ۱۷۴٬۵۲۲ نفر جمعیت دارد.